# Vasagranit
Vasagranit är en gråaktig granit med stora strödda korn av ljus fältspat samt mindre mängder granat, kordierit, sillimanit och gnejs.
Vasagraniten är en granodiorit som har bildats av sediment under högt tryck och temperatur för omkring 1 880 miljoner år sedan. Den finns endast i Kvarkens skärgård och kan ses i berggrunden och som stora  flyttblock mellan Replot och Vörå samt mellan Malax och Jakobstad.
Vasagranit är Österbottens landskapssten och har bland annat använts i grunden till Vasa hovrätt och Trefaldighetskyrkan i Vasa.